# Андре, Эльфрида
Эльфрида Андре (швед. Elfrida Andrée, 19 февраля 1841, Висбю — 11 января 1929, Гётеборг) — шведский композитор, органист и дирижёр. Первая в Швеции женщина, получившая должность главного органиста кафедрального собора, а также первая женщина-телеграфист. Сестра шведской оперной певицы-сопрано Фредрики Стенхаммар.
На её творчество большое влияние оказали частные уроки датского композитора Нильса Гаде и шведского композитора Людвига Нормана, но как женщина она не имела права получить образование в консерватории. В 1857 году она добилась законодательных изменений, для того чтобы женщины тоже могли быть органистами. В 1861—1867 годах она была органисткой в Финской Ассамблее, а также Французской реформатской церкви в Стокгольме. В 1867 году она заняла пост главного органиста Кафедрального собора в Гётеборге, который занимала до самой смерти, став первой женщиной — главной органисткой кафедрального собора в Швеции.
Как композитор Эльфрида Андре достигла определённых успехов, но долгое время её музыка всячески игнорировалась ввиду женского пола композитора. Большинство её работ были изданы всего один раз или не были изданы при её жизни вообще. Она дала около 800 концертов в Гётеборгском Кафедральном соборе.
В Висбю, где родилась Эльфрида Андре, её именем названа гимназия.

## Основные сочинения
- «Сага о Фритьофе» (швед. Fritiofs saga), опера (1894-95, либретто Сельмы Лагерлёф)
- «Снёфрид» (швед. Snöfrid), баллада для солистов, хора и оркестра (1879)
- Шведская месса № 1 для смешанного хора, детского хора, солистов, струнного оркестра, арфы и органа (1902)
- Шведская месса № 2 для смешанного хора, двух детских хоров, солистов, оркестра и органа (1903)
- Симфония № 1 До мажор (1868-69)
- Симфония № 2 ля минор (1879)
- Фритьоф-сюита, переложение частей оперы «Сага о Фритьофе» для симфонического оркестра (1908-09)
- Andante quasi recitativo для струнного оркестра (1877)
- Органная симфония № 1 си минор (1891)
- Органная симфония № 2 Ми-бемоль мажор для органа и медных духовых
- Фортепианное трио до минор (1860)
- Фортепианный квартет ля минор (1865)
- Фортепианный квинтет ми минор (1865)
- Фортепианное трио соль минор (1883-84)
- Струнный квартет ре минор (1887)